# Фаевка
Фаевка (укр. Фаївка) — село в Новгород-Северском районе Черниговской области Украины. Население — 359 человек. Занимает площадь 1,27 км².
Почтовый индекс: 16050. Телефонный код: +380 4658.

## Власть
Орган местного самоуправления — Лариновский сельский совет. Почтовый адрес: 16051, Черниговская обл., Новгород-Северский р-н, с. Лариновка, ул. Нерушевка, 11.

## Известные уроженцы
- Курганский, Иван Данилович, Герой Советского Союза.